# 蓬萊伯粉蝨
蓬萊伯粉蝨（学名：Bemisia formosana）为粉蝨科伯粉蝨屬下的一个种。其种加词“formosana”意为“台湾的”。